# Eurogamer
Eurogamer je britská internetová stránka informující o videohrách, kterou vlastní společnost Gamer Network. Poprvé byla spuštěna 4. září 1999 pod názvem EuroGamer. Stránku založili John „Gestalt“ Bye, správce webových stránek PlanetQuake, jenž psal pro britský časopis PC Gaming World; Patrick „Ghandi“ Stokes, přispěvatel pro web Warzone; a Rupert „rauper“ Loman, který organizoval esportovou událost EuroQuake pro hru Quake. Jejím šéfredaktorem je Tom Phillips.
Redakce a stránka samotná získala za svou existenci řadu ocenění, včetně Games Media Awards. Sesterský web USgamer fungovala od roku 2013 do roku 2020.
Hry byly v recenzích hodnoceny na stupnici od jedné do deseti do února 2015, ve kterém bylo od číselného hodnocení opuštěno a přešlo se k odznakům. V roce 2023 však bylo hodnocení her opět změněno, a to na jedna až pět hvězdiček.

## Redakce
V lednu 2008 převzal Tom Bramwell funkci šéfredaktora po Kristanu Reedovi a zůstal v ní až do své rezignace v listopadu 2014. Od té doby byl šéfredaktorem Oli Welsh, jenž z redakce odešel na konci roku 2021. Nahradil jej Martin Robinson a ten na pozici setrval až do roku 2023, kdy byl na pozici zvolen Tom Phillips.

## Dílčí stránky
Eurogamer je hlavní stránkou rodiny webů zaměřených na videohry. Má několik regionálních stránek:
- Eurogamer.cz pro Česko[17]
- Eurogamer.de pro Německo: spuštěn v srpnu 2006.[18]
- Eurogamer.es pro Španělsko
- Eurogamer Benelux pro Benelux: spuštěn v srpnu 2008.[19]
- Eurogamer.pl pro Polsko
- Eurogamer.pt pro Portugalsko: spuštěn v květnu 2008 ve spolupráci s LusoPlay.[20]
- Digital Foundry: spuštěn v roce 2004; obsahuje technické analýzy her.[21]

### Bývalé
- Eurogamer.dk pro Dánsko: spuštěn v červnu 2009.[22]
- Brasilgamer pro Brazílii: spuštěn v roce 2012.[23]
- Eurogamer.fr pro Francii: spuštěn v říjnu 2007 ve spolupráci s Microscoop.[24]
- Eurogamer.ro pro Rumunsko[25]
- Eurogamer.se pro Švédsko: fungoval od roku 2015 do roku 2016.[26]
- Eurogamer.it pro Itálii: ukončeno v roce 2022.[27]

## Eurogamer Expo

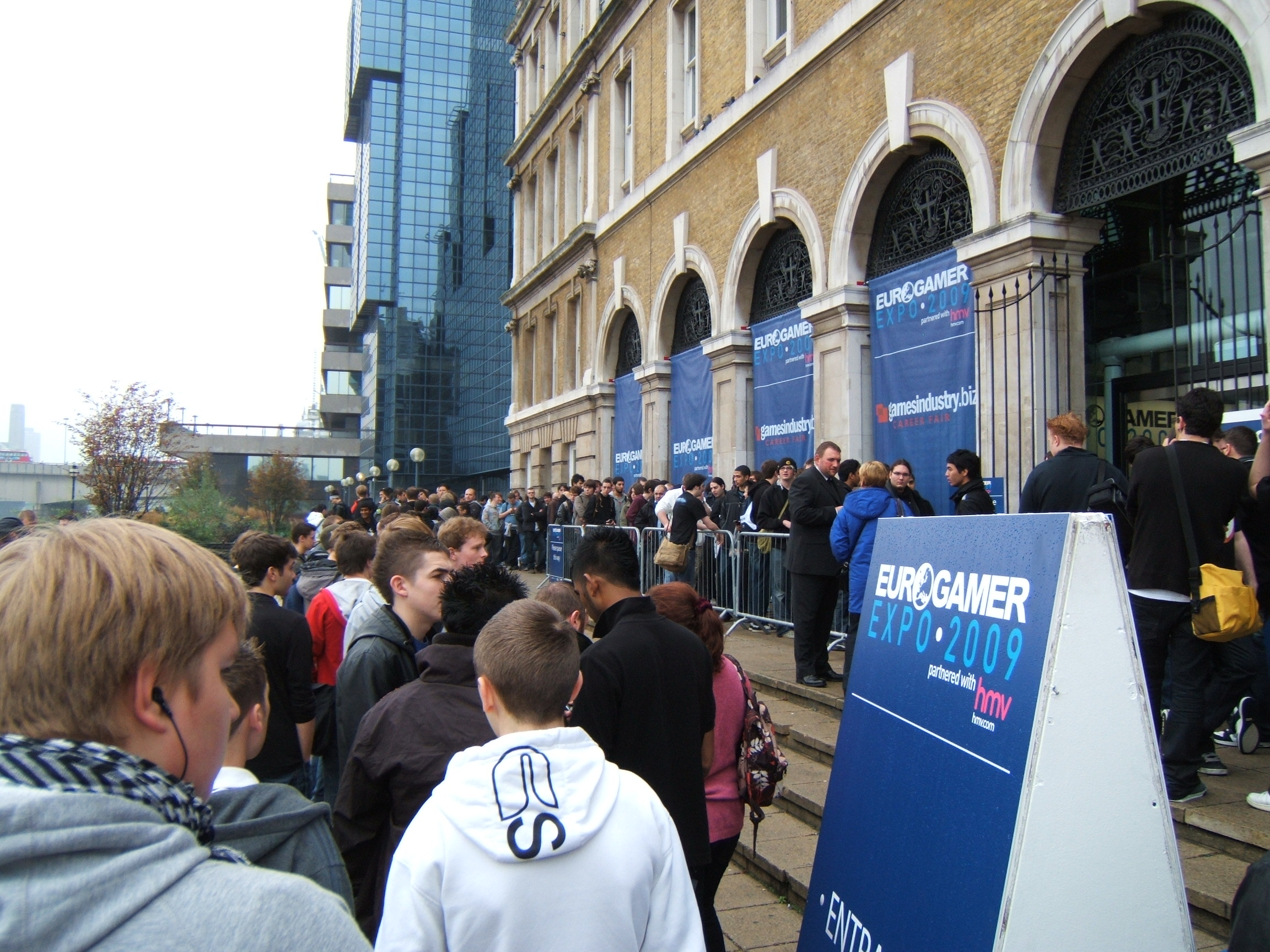
Pohled zvenku na veletrh Eurogamer Expo, konaný v tržnici Old Billingsgate v Londýně v roce 2009

Mateřská společnost Gamer Network organizuje ve Spojeném království a Německu každoroční veletrh videoher zvaný EGX, do října 2013 známý jako Eurogamer Expo. První ročník tohoto veletrhu se konal v pivovaru Old Truman Brewery v rámci festivalu London Games Festival v roce 2008. V Německu se veletrh poprvé uskutečnil v září 2018.
V roce 2012 zorganizoval Eurogamer ve spolupráci s Rock, Paper, Shotgun vedlejší veletrh Rezzed, jehož první ročník se konal v červenci v konferenčním centru Brighton Centre. V říjnu 2013 byla událost přejmenována na EGX Rezzed a v říjnu 2021 na EGX Birmingham.